# Coffee Springs, Alabama
Coffee Springs là một thị trấn thuộc quận Geneva, tiểu bang Alabama, Hoa Kỳ. Dân số năm 2009 là 256 người, mật độ đạt 126 người/km².